# Оэ (Антсла)
О́э (эст. Oe) — деревня в волости Антсла уезда Вырумаа, Эстония.   

## География и описание
Расположена в 2,5 километрах к югу от волостного центра — города Антсла. Расстояние до уездного центра — города Выру — около 28 километров. Высота над уровнем моря — 94 метра.
Климат умеренный. Официальный язык — эстонский. Почтовый индекс — 66422.

## Население
По данным переписи населения 2021 года, в Оэ насчитывалось 65 жителей, из них 63 (96,9 %) — эстонцы.
По данным переписи населения 2011 года, в деревне проживали 73 человека, из них 71 (97,3 %) человек — эстонцы.
Численность населения деревни Оэ:
| Год  | 2000 | 2011 | 2017 | 2018 | 2019 | 2020 | 2021 |
| ---- | ---- | ---- | ---- | ---- | ---- | ---- | ---- |
| Чел. | 73   | 73   | ↘ 72 | ↗ 73 | ↗ 77 | ↗ 78 | ↘ 65 |

## История
В письменных источниках 1386 года поселение было записано как Oyl, 1582 года — Aiakilla, 1592 года — Oiekila, 1627 года — Oya Kuella, 1762 года — Oë Külla.
У юго-восточной границы деревни находится группа хуторов Виллаку (Villaku), которая в 1970 году была самостоятельной деревней (присоединена к Оэ в 1977 году).

## Происхождение топонима
Название, вероятно, произошло от западной части деревни, где протекает ручей (эст. oja — «ручей»).

## Известные личности
В Оэ родились поэт, писатель и журналист Бернард Кангро и художник Карл Пярсимяги.